# 마완 (홍콩)

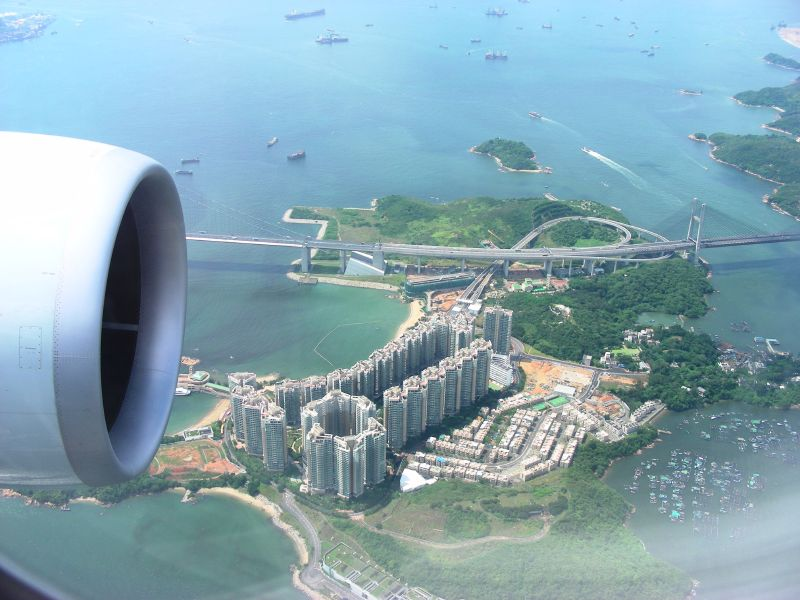
마완

마완(중국어: 馬灣, 영어: Ma Wan)은 홍콩 신제 취안완 구에 있는 섬이다. 란터우섬과 칭이섬 중간에 위치한다.